# ジュリアン・アシュトン
ジュリアン・アシュトン（Julian Rossi Ashton OBE、1851年1月27日 - 1942年 4月27日）はイギリス生まれのオーストラリアの画家、美術教師である。シドニーのジュリアン・アシュトン美術学校 (Julian Ashton Art School)の創設者である。

## 略歴
サリー州のアダルストン(Addlestone)に生まれた。父親は裕福なアメリカ人で母親はサルデーニャ王国の貴族で外交官のロッシ(Carlo Rossi)の娘だった。父親はアマチュア画家でもあった。ジュリアンと弟のジョージ（George Rossi Ashton:1857-1942）は父親から美術の手ほどきを受け、ジョージも後にオーストラリアで挿絵画家、イラストレーターとして活動した。
幼い頃、コンウォールのペンザンスで過ごした後、1864年に父親が亡くなった後、家族は経済的に困難に直面し、ロンドンに移り、アシュトンは15歳で鉄道会社の技術者として働くようになった。ロンドンの美術学校の夜間のコースで学び、3年後に「Chatterbox」や「Cassell's Magazine」といった雑誌の挿絵を描くようになった。1873年に数か月、パリのアカデミー・ジュリアンで学んだ。ロンドンでイラストレーターとして働きながら、ロイヤル・アカデミー・オブ・アーツの展覧会にも出展した
。
1878年にロンドンを訪れたオーストラリア、メルボルンの新聞、「ジ・エイジ」の社主とイラストレーターになる契約をして、1878年6月に家族でメルボルンに移り、「llustrated Australian News.」のイラストレーター」として働き始めた。1881年に雑誌「オーストラレシアン・スケッチャー・ウィズ・ペン・アンド・ペンシル(Australasian Sketcher with Pen and Pencil)」に移った。
1883年にシドニーに移り、画集「Picturesque Atlas of Australia」の挿絵を描くために、1886年までオーストラリア各地を訪れた。
1886年から美術教師としても働き始め、1887年にシドニーにスタジオを開き、肖像画も描き始めた。1887年から1892年の間、ニューサウスウェールズ美術協会の会長を務め、1892年から協会の絵画教室を指導した。 1905年にシドニーに自らの美術学校を設立し、1906年にシドニー美術学校に改名し、1935年からジュリアン・アシュトン美術学校 (Julian Ashton Art School)に改名された。この学校で学んだ学生にはジョージ・ワシントン・ランバートやエリオス・グルーナーらがいる。
1930年に大英帝国勲章(OBE)を受勲した。1941年に自伝「Now Came Still Evening On」を出版した。91歳で亡くなる少し前まで学生を指導していた。

## 作品

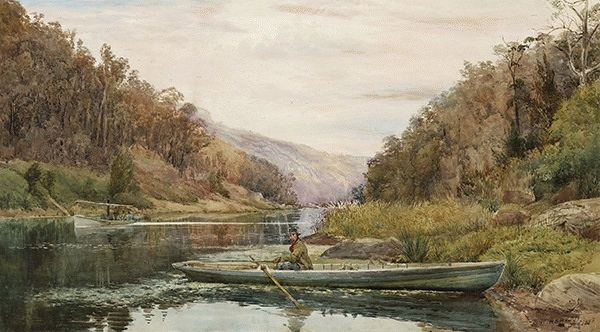
ホークスベリー川(1883)
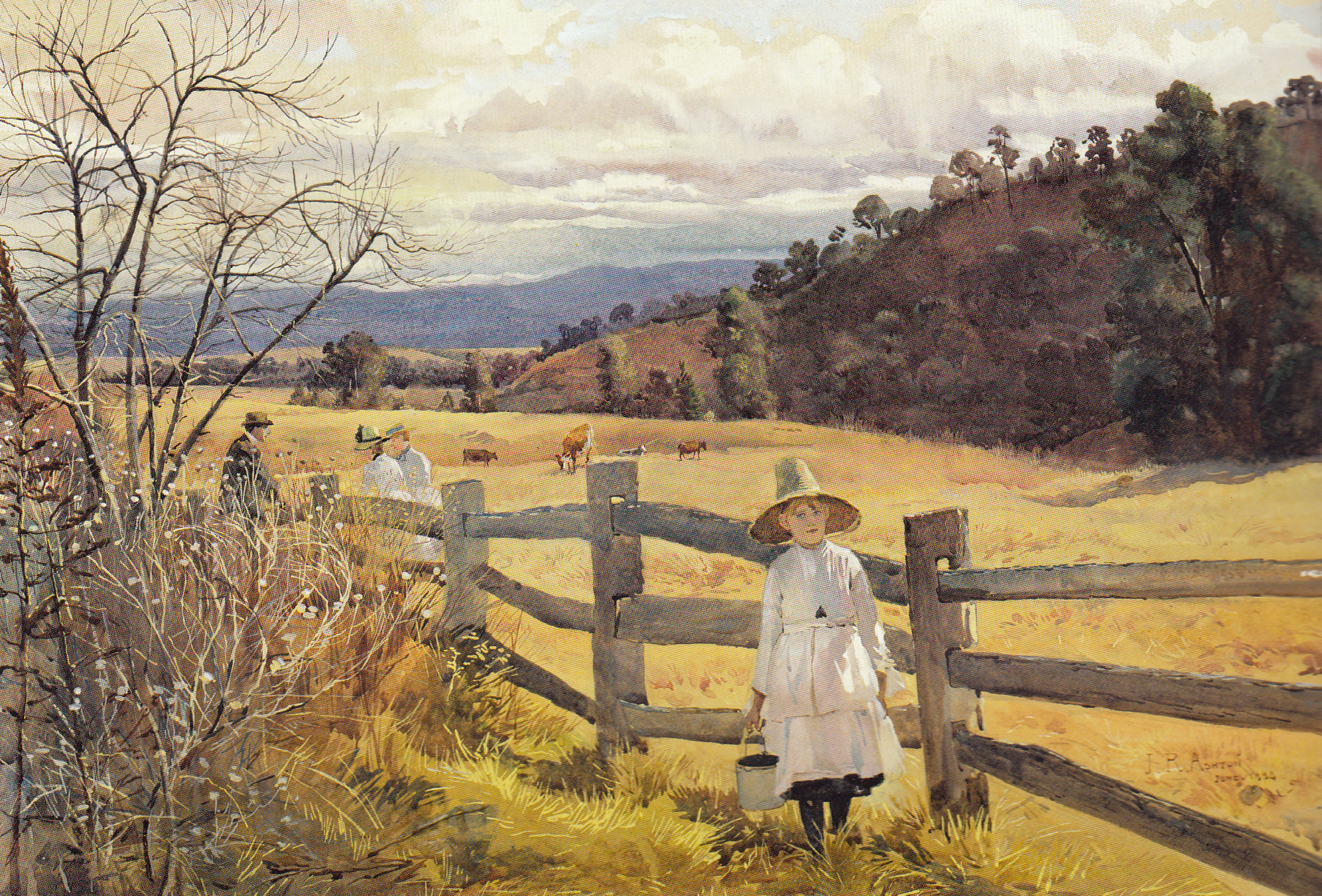
牧場の一角(1888)
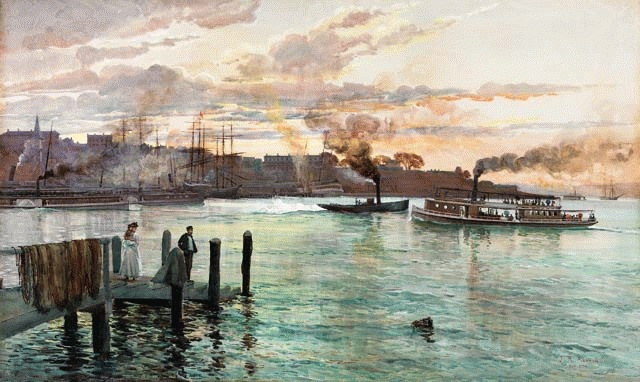
(1888)

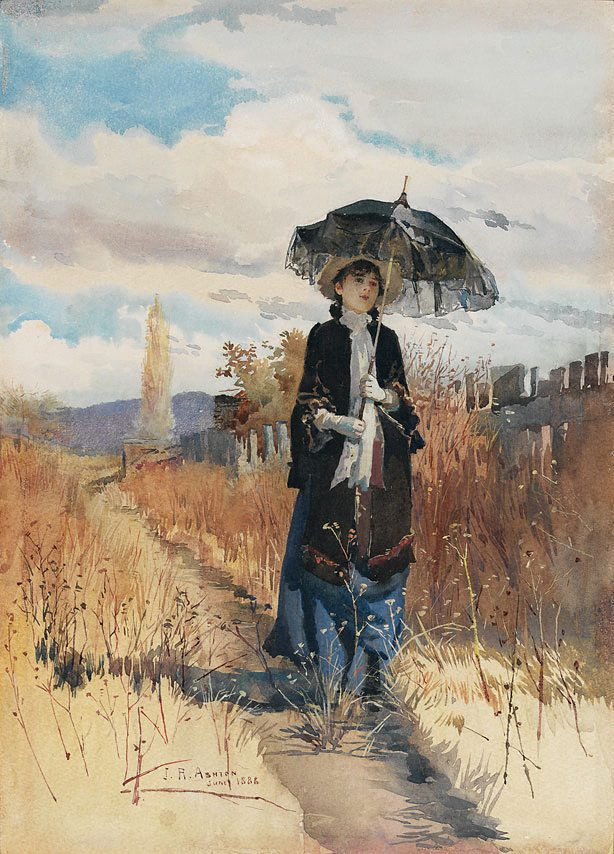
散歩 (1888)
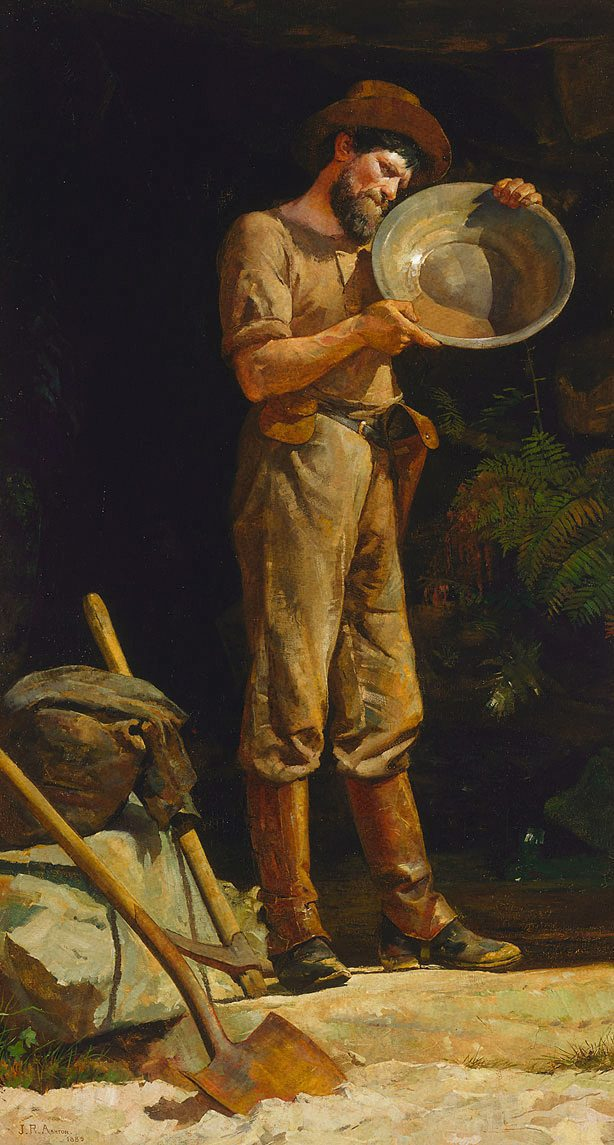
採鉱者 (1889)
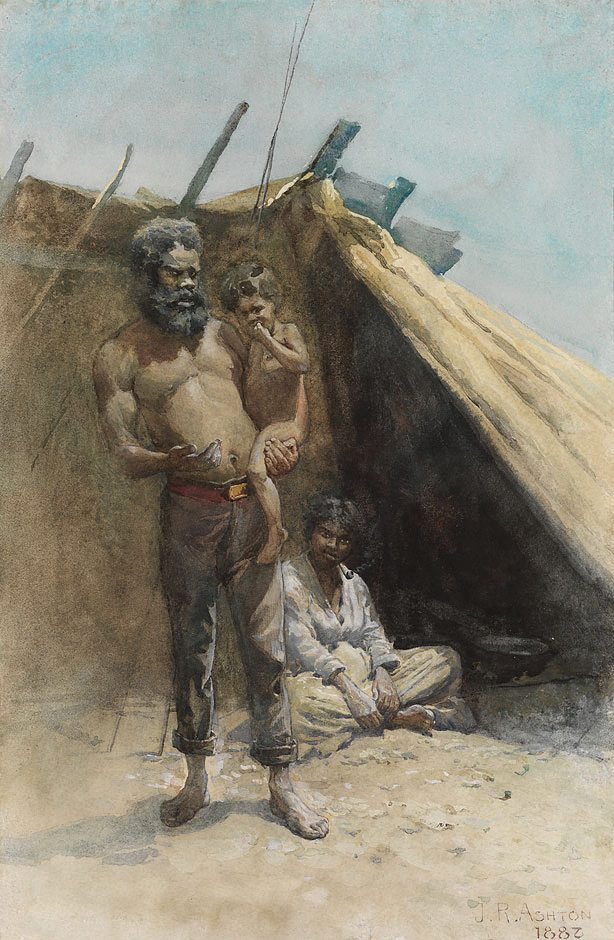
アボリジニの家族（1886）
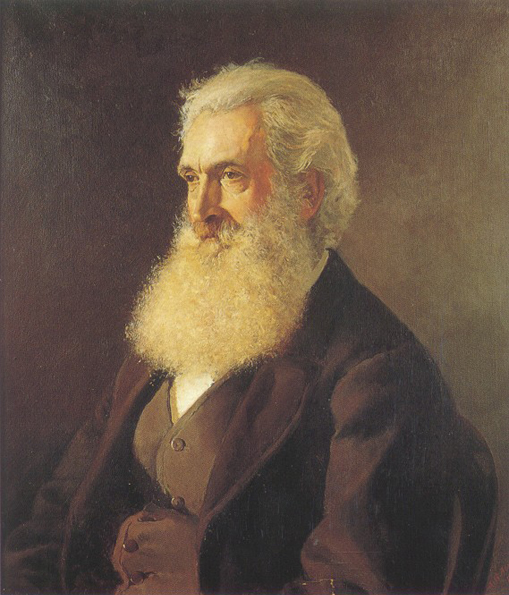
ルイ・ビュベロ-画家(1880)